# Caledoniscincus notialis
Espèce
Caledoniscincus notialis est une espèce de sauriens de la famille des Scincidae.

## Répartition
Cette espèce est endémique du Sud de la province Sud en Nouvelle-Calédonie,.

## Description
Caledoniscincus notialis mesure de 40 à 54 mm sans la queue.

## Publication originale
- Sadlier, Bauer, Wood, Smith & Jackman, 2013 : A new species of lizard in the genus Caledoniscincus (Reptilia: Scincidae) from southern New Caledonia and a review of Caledoniscincus atropunctatus (Roux). Zootaxa, no 3694 (6), p. 501–524.